# Gästrikland

La province de Gästrikland (parfois désignée sous le nom de Gestricie en français) est une province historique de l'est de la Suède. Sa superficie est de 4 181 km2 et sa population était estimée à 148 714 personnes en 2011. La plus grande ville de Gestricie est Gävle.

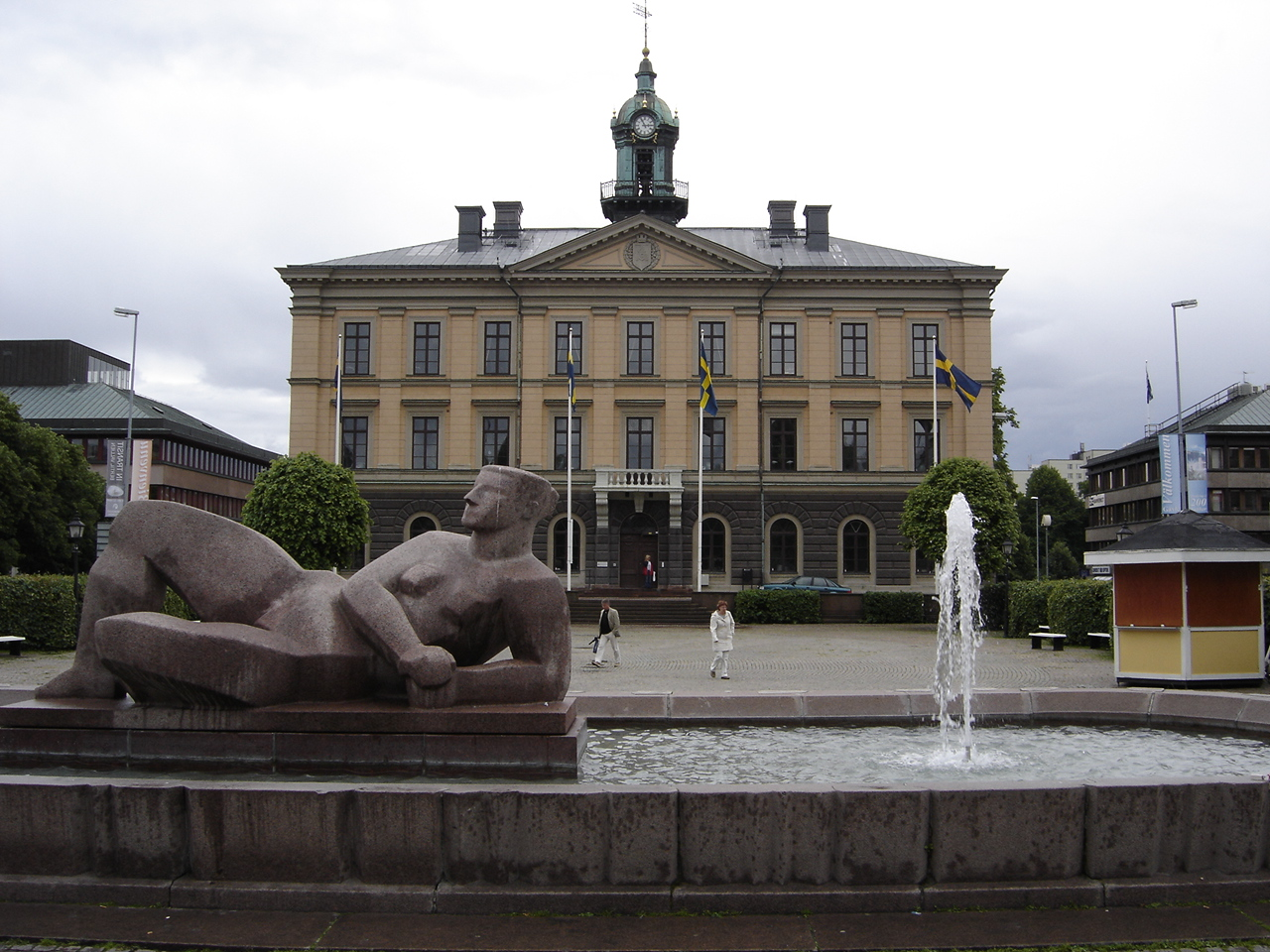
l'hôtel de ville à Gävle